# Mumias
Mumias è un centro abitato del Kenya situato nella contea di Kakamega.